# Paramossula decorata
Paramossula decorata är en insektsart som beskrevs av Willemse, C. 1940. Paramossula decorata ingår i släktet Paramossula och familjen vårtbitare. Inga underarter finns listade i Catalogue of Life.